# Großküchenmeister
Der Großküchenmeister (franz. Grand queux) war im Mittelalter bis in die frühe Neuzeit ein Amtsträger des französischen Königs. Er entstammte immer dem Adel und war am Hofe für den Betrieb der königlichen Küche verantwortlich.
Vergleichbare Ämter gab es bis ins 18. Jahrhundert auch in Polen und Litauen.

## Funktion
Er leitete alle Angestellten in der Küche und die Zuarbeiter und musste wegen der besonderen Sicherheitsstufe seiner Tätigkeit aus dem Adel stammen.
Diese Aufgabe wurde nach dem Tod von Louis de Prie, dem letzten Großküchenmeister 1490, zugunsten einer neuen Funktion am Hof, dem höfischen „Großmeister“, aufgegeben.

## Liste der Grand Queux de France
- Robert, Queux de France 1060/65
- Harcher, fl. 1124, Queux de France
- Adam, Queux de France 1243
- Raoul de Beaumont († 1314/16), Maître Queux du Roi 1298
- Anseau de Chevreuse, Queux de France 1302
- Guillaume d’Harcourt, Seigneur de la Saussaye, d’Elbeuf etc., Queux de France 1310, Sohn von Jean I. d’Harcourt und Alix de Beaumont
- Pierre de Marcheny, Queux de France ab 1314/16
- Jean I. de Châtillon († 1363), Queux de France 1328 (Haus Châtillon)
- Bernard, Sire de Moreuil († nach 1350), Queux de France 1344
- Jean I. de Nesle († 25. Mai 1352), Sire d’Offemont, Queux de France 1346, 1347 und 1348
- Jean III. de Dampierre († nach 1367), Seigneur de Saint-Dizier et de Vignory, Queux de France 1360 (Haus Dampierre)
- Guillaume, Châtelain de Beauvais, Queux de France von 1371 bis 1389, Sohn von Collart, Châtelain de Beauvais, und Marguerite de Roye
- Charles, Sire de Châtillon et de Gandelus, Grand Queux de France November 1399
- Philippe († vor 1412), Seigneur de Linières, Grand Queux de France ab 1. Dezember 1399
- Jean, Seigneur de Linières, de Brecy et de Reyfay, Grand Queux de France ab 1412
- Guillaume, Seigneur de Châtillon et de La Ferté en Ponthieu, Grand Queux de France ab 1418, Sohn von Gaucher VII., Seigneur de Châtillon, und Jeanne Cassinel
- Antoine de Prie († nach 1468), Seigneur de Buzançois, Grand Queux de France 1431
- Louis de Prie, († nach 1490), letzter Grand Queux de France